# Gastrin

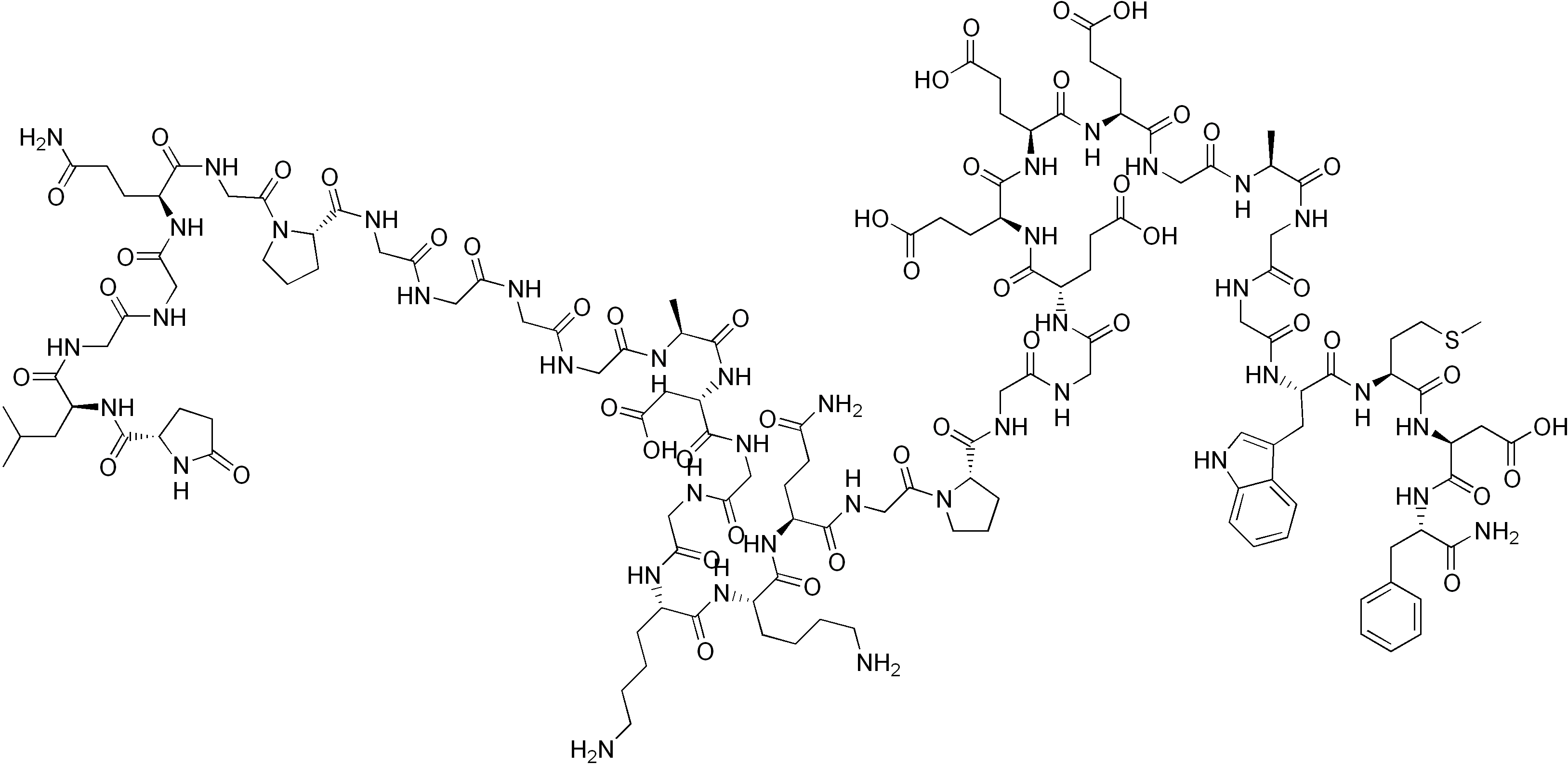
Jeden z gastrinů: chemická struktura „velkého gastrinu“

Gastriny jsou skupina peptidických hormonů vznikajících v G-buňkách ve sliznici žaludku a dvanáctníku. Stimulují zejména tvorbu některých složek žaludečních šťáv. Gastriny jako skupina hormonů jsou poměrně evolučně prastaré a vyskytují se u většiny obratlovců včetně paryb; to koreluje s poznatkem, že tito obratlovci jsou již schopni vytvářet kyselou žaludeční šťávu (s obsahem HCl).
Nejčastěji se učebnice zmiňují o žaludečních gastrinech. Žaludeční gastriny jsou vylučovány v pylorických žlázách ve vrátníkové části žaludku. Vznikají zde ve dvou formách: „velký“ a „malý“ gastrin. Velký gastrin obsahuje 34 aminokyselin („G-34“), malý pouze 17 („G-17“), přičemž platí, že malý gastrin je produkován ve vyšším množství. Žaludeční gastriny podporují sekreci kyseliny chlorovodíkové a pepsinogenu, dále ovšem také zvyšují sekreci pankreatické šťávy a podporují střevní a žaludeční pohyblivost. Je několik způsobů, jimiž je možné aktivitu G-buněk stimulovat – roztažením žaludku, přítomností bílkovin v potravě, ale pozitivní vliv na produkci gastrinu má i stimulace bloudivého nervu a požití alkoholu.